# Obóz pracy przymusowej w Bodzechowie

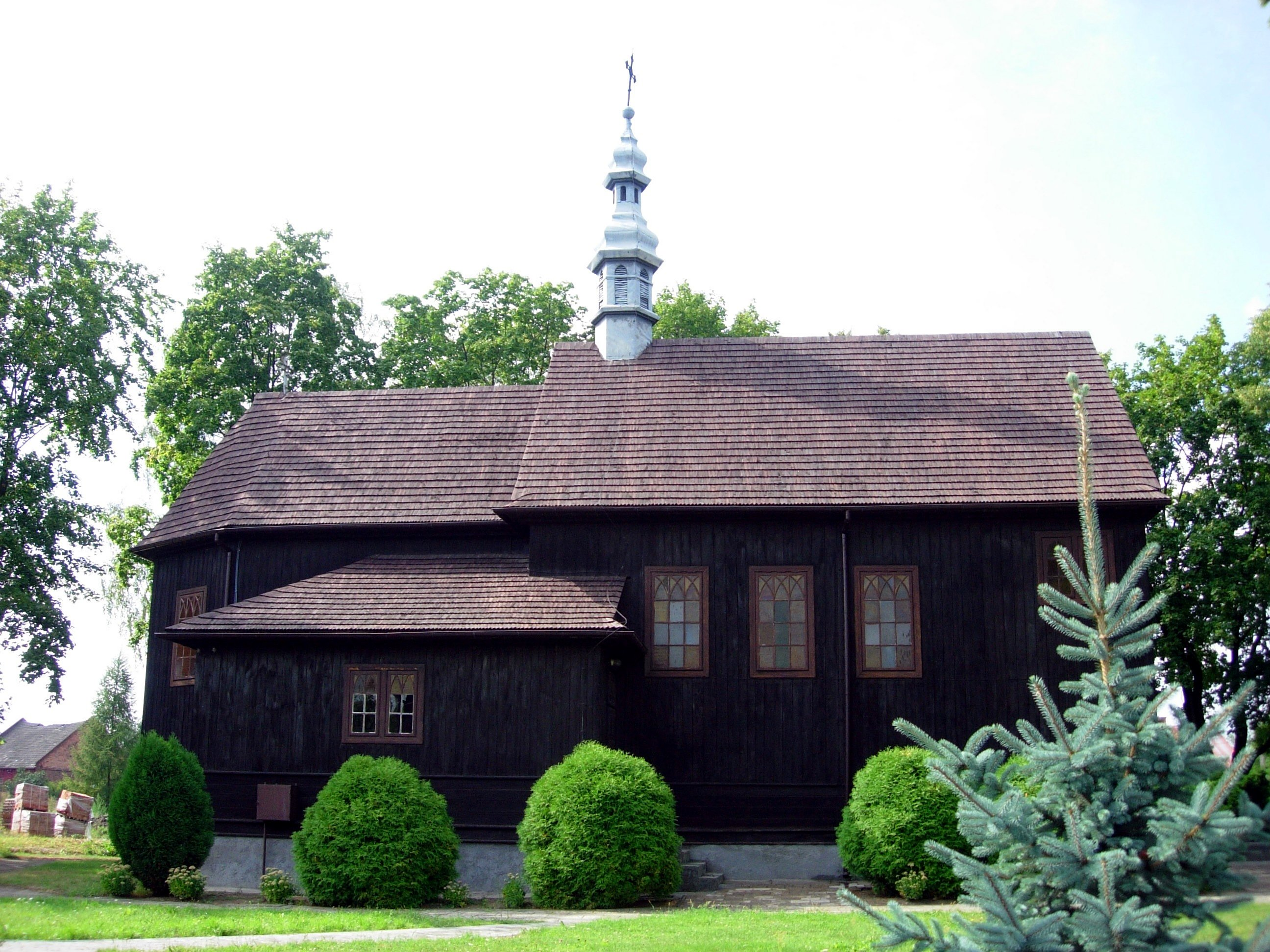
Bodzechów

Obóz pracy przymusowej w Bodzechowie (niem. Zwangsarbeitslager für Juden Bodzechów) – obóz pracy przymusowej w Bodzechowie na terenie Generalnego Gubernatorstwa.
Istniał w okresie od października 1942 do marca 1943. Był przeznaczony dla ludności żydowskiej.